# Дејвид Дрејман
Дејвид Мајкл Дрејман (енгл. David Michael Draiman; Бруклин, Њујорк, 13. март 1973) је амерички текстописац и главни певач метал бенда Disturbed. Нарочито је познат по свом гласу и ударном начину певања. У новембру 2006. је изабран за 42. метал вокалисту свих времена.
Дрејман је у јулу 2011. објавио да Disturbed одлази на паузу (енгл. hiatus) неодређеног трајања. У марту 2012. је на свом Твитер профилу објавио да ради на новом индустријал метал/рок пројекту заједно са Џином Ленардом (енгл. Geno Lenardo), бившим чланом Филтера. У мају 2012. је започео нови пројекат назван Дивајс.

## Приватни живот
Дрејман је Јеврејин, али није религиозан - придржава се закона и обичаја. Свој први бенд је основао за време док је похађао средњу школу у Лос Анђелесу. Пре него што се продружио Disturbed-у, бавио се медицином 5 година.
Има пуно рођака који живе у Израелу, уклјучујући и брата, Бена Дрејмана, чији је музички стил више фолк рок и амбијент, и који наступа у Јерусалиму, као и његова бака. Дрејман је једном приликом исказао незадовољство према рок музичарима који сакупљају нацистичке сувенире, рекавши: „Није ме брига ко су они. Ако ћеш махати тим нацистичким стварима, онда ћемо имати проблем, јер не разумем како било ко може да мисли да је у реду носити на свом телу нешто што симболизује уништење и геноцид над мојим људима. То није у реду, за то нема изговора нити објашњења“. Написао је песму „Never Again“ (на албуму „Asylum“) која говори „о Холокаусту и људима који га поричу, попут Ахмадинежада. И део нашег спота укључује видео презентацију која га осликава као новог Хитлера“. Дрејман је у својој песми „Pain Redefined“ позвао Бога, говорећи „Elo-hai, bury me tonight“ (у преводу: Боже, сахрани ме вечерас). „Elo-hai“ је један од светих имена Бога, што на хебрејском значи „Боже“ и употребљава се током молитве.
У интервјуу за енглески Плејбој открио да је изгубио невиност са 12 година. Када му је било 16, њехова девојка је извршила самоубиство. Дрејман је касније написао песму о том искуству, названу „Inside the Fire“, која се појавила на албуму Disturbed-а - „Indestructible“, 2008. године.
Дрејман се политички изјашњава као либертаријанац. Његов отац је кандидат за председника Лос Анђелеса на наредним изборима 2013. године.
25. септембра 2011. оженио се бившом WWE дивом Леном Јадом (енгл. Lena Yada).

## Галерија
- Дејвид Дрејман
- Дрејман на концерту 2004. године
- Дрејман на концерту 2005. године
- Дрејман на концерту 2006. године
- Дрејманов концерт на Кувајту
- Концерт „Inside the Fire“